# Matvěj Matvějevič Gedenštrom
Matvěj Matvějevič Gedenštrom (kolem roku 1780 – 20. září 1845 Tomsk) byl ruský polární badatel a objevitel.

## Polární výpravy
Ruští lovci a obchodníci objevili během svých výprav, které pořádali v závěru 18. století, první dva z Novosibiřských ostrovů, a sice ostrov Kotělnyj a Faddějevskij. Na přelomu 18. a 19. století, roku 1800, vyrazil polárník Jakov Sannikov na pouť z asijské pevniny na Sloupový ostrov a následně o pět let později (1805) na Faddějův ostrov.

### Cesty Jakova Sannikova
Když hrabě Rumjancev vysílal Matvěje Matvějeviče Gedenštroma na výpravu s úkolem probádat polární moře a nalézt případná nová území, zařadil Gedenštrom do své družiny i Sannikova. Sannikov během zimy na přelomu let 1808 a 1809 přešel na ostrov Kotělnyj a strávil zde následující léto. Zjara roku 1810 se opětovně vypravil na Novosibiřské ostrovy. Když je přešel severním směrem, uviděl v mlžném oparu obrysy rozsáhlé pevniny. Teploty se tu pohybují obvykle na úrovni -32,9 °C, nicméně Sannikov chtěl neznámé místo probádat, a proto se vydal na cestu, během níž ale narazil na volné moře a to mu jeho plán zhatilo. Neznámou oblast pozoroval pak ještě z Faddějevského ostrova, kam se roku 1811 vypravil, a také z Kotělného ostrova. Sannikov se na vyhlídnuté místo nikdy nedostal. A nepovedlo se to ani dalším cestovatelům během následujících více než sta let. Až letecké snímkování a námořní průzkumy, které probíhaly v letech 1937 a 1938, definitivně vyloučily existenci země zahlédnuté Jakovem Sannikovem. Ten zřejmě viděl pouze velký ledovec, ovšem existují i výklady, že mohl skutečně spatřit pevninu, která pak ale zmizela pod mořskou hladinou podobně jako některé jiné z východosibiřských ostrovů.

### Putování Matvěje Gedenštroma
Gedenštrom na lyžích vyrazil od řeky Leny směrem k ústí řeky Jany do moře. Během své cesty během let 1808 a 1809 překonal Ljachovův i Faddějského ostrov. Když nastalo léto roku 1809 vyrazil na další cestu po pobřeží, a to od ústí Jany až do míst, kde se do moře vlévá Indigirka. Putoval ještě dál a přes Novosibiřské ostrovy dorazil až k nezamrzlému moři. Od něj vyrazil jižním směrem, až narazil na ústí Kolymy. Od ní na podzim 1809 vyšel na cestu zpět k Indigirce.

## Závěr života
Roku 1812 se pak následně vydal do Irkutska a roku 1819 pak následně do Petrohradu. Zde ze svých cest vydal sepsané knihy, v nichž popisuje svoji plavbu po ledovém oceánu (vydáno roku 1822), o putování po mořském pobřeží mezi ústím Jany až k Baranovově mysu (vydáno roku 1823) a roku 1830 vydal též publikaci nazvanou Sibiřské zápisky. Účastníkem Gedenštromových výprav byl také zeměměřič Pjotr Pšenicyn, jenž zpracoval mapu zachycující Novosibiřské ostrovy.